# Leucatomis sabularea
Leucatomis sabularea là một loài bướm đêm trong họ Noctuidae.